# Jogos Mundiais Militares
Os Jogos Mundiais Militares são um evento multiesportivo realizado a cada quatro anos. São organizados pelo Conselho Internacional do Desporto Militar tendo sido realizados pela primeira vez em 1995 em Roma.

## Histórico
Em 1995, na celebração dos 50 anos do final da Segunda Guerra Mundial, realizaram-se os I Jogos Olímpicos Mundiais Militares.
Os Jogos ocorreram em Roma, de 4 a 16 de setembro de 1995. Atletas de 93 países estiveram presentes. Vários dos competidores que poderiam ter se enfrentado nos campos de batalha estavam disputando medalhas nos campos esportivos.
Números dos Jogos de Roma.
Número de países participantes: 93.
Número de atletas: 4017.
Modalidades disputadas: 17.
Número de espectadores: 500.000
Cerimônia de abertura: 30.000 espectadores, incluindo o Papa João Paulo II, o Presidente Oscar Luigi Scalfaro e o primeiro-ministro Lamberto Dini.
Estes números atencipavam o sucesso que seriam os Jogos seguintes.
Os II Jogos ocorreram em Zagreb, na Croácia em 1999; contou com 6734 atletas de 82 países.
Os III Jogos Mundiais Militares ocorreram em Catânia, na Itália, em 2003, com mais de 7 mil atletas de 87 países.
Os IV Jogos ocorreram em 2007, na cidade de Hyderabad, na Índia. Por conta da distância, houve redução no número de atletas (ao redor de 5 mil), mas refletindo a importância que os países veem na competição, houve aumento no número de nações participantes (recorde de 101 países). Nesses Jogos, a Rússia foi o país com mais medalhas (total de 100 medalhas), seguida por China, Alemanha e Itália; o Brasil conquistou 3 medalhas.
Em 25 de maio de 2007, na cidade de Ouagadougou, capital do Burkina Faso, o CISM anunciou que o Brasil seria a sede dos V Jogos Mundiais Militares, em 2011.
A maioria das competições ocorrerá nos mesmos recintos dos Jogos Pan-Americanos de 2007. O evento terá apoio dos Governos Federal e Estadual. O Presidente do CISM, Major General Gianni Gola, teve encontros no Brasil e na Europa com diversas autoridades brasileiras. O alojamento que abrigará os atletas está atualmente em construção no terreno do 31º Grupo de Artilharia de Deodoro, com os custos divididos entre a Marinha, o Exército e a Aeronáutica.

## Edições

### Jogos Mundiais Militares de Verão
| Número                       | Ano  | Cidade anfitriã | País anfitrião |
| I Jogos Mundiais Militares   | 1995 | Roma            | Itália         |
| II Jogos Mundiais Militares  | 1999 | Zagreb          | Croácia        |
| III Jogos Mundiais Militares | 2003 | Catânia         | Itália         |
| IV Jogos Mundiais Militares  | 2007 | Hyderabad       | Índia          |
| V Jogos Mundiais Militares   | 2011 | Rio de Janeiro  | Brasil         |
| VI Jogos Mundiais Militares  | 2015 | Mungyeong       | Coreia do Sul  |
| VII Jogos Mundiais Militares | 2019 | Wuhan           | China          |

### Jogos Mundiais Militares de Inverno
| Número                                  | Ano  | Cidade anfitriã | País anfitrião |
| I Jogos Mundiais Militares de Inverno   | 2010 | Vale de Aosta   | Itália         |
| II Jogos Mundiais Militares de Inverno  | 2013 | Annecy/Chamonix | França         |
| III Jogos Mundiais Militares de Inverno | 2017 | Sóchi           | Rússia         |
| IV Jogos Mundiais Militares de Inverno  | 2021 | TBA             | Alemanha       |

## Modalidades
Os Jogos Militares reúnem mais de 20 esportes que podem ser adicionados de outras modalidades. Os seguintes eventos estão no programa obrigatório dos Jogos de Verão: